# Jesteś mym marzeniem
Jesteś mym marzeniem – trzeci album zespołu Milano wydany w 1994 roku w firmie fonograficznej Blue Star. Płyta zawiera 10 piosenek.

## Lista utworów
1. "Wróć do mnie" - 4:06
2. "Kasiu Katarzyno" - 4:47
3. "A ja tak czekam" - 4:16
4. "Tylko Ty" - 4:07
5. "Pokochaj mnie" - 4:29
6. "Hej dziewczyno hej" - 4:16
7. "Dlaczego właśnie dziś" - 3:55
8. "Dla nas" - 4:32
9. "Mario Magdaleno" - 4:18
10. "Jesteś mym marzeniem" - 4:20

## Autorzy
- Muzyka i słowa - Andrzej Borowski, Bogdan Borowski (wszystkie utwory)